# Minnesota 78
Minnesota 78 ist eine Rebsorte, welche an der University of Minnesota, USA, gezüchtet wurde. Sie wurde ausgiebig von Elmer Swenson in der Zucht eingesetzt. Die Minnesota-78-Rebe gilt als Hybridrebe, da sie mutmaßlich aus einer Beta-Kreuzung der Vitis riparia heraus gezüchtet wurde. Noch heute gilt dies, trotz ausgiebiger Dokumentation der Kreuzung und verschiedener Experimente, nicht als vollständig bewiesen. Dadurch, dass sie aber eine gewisse Anpassung an ein raues Klima besitzt, lässt sich ein Rückschluss über ihre eben genannte Herkunft teilweise belegen.
Durch ihre Anpassungsfähigkeit wird sie vorwiegend im oberen Mittleren Westen Amerikas angebaut.
Typisch für die Rebe Minnesota 78 sind die dunkelvioletten, runden Trauben, die normalerweise im Frühherbst geerntet werden können. Durch ihren süßlichen Geschmack kann die Traube auch direkt verzehrt werden. Durch ihre natürlich Süße eignen sich die Erzeugnisse der Rebe nicht nur für die Produktion von holzigen Weinen, sondern auch für Fruchtsäfte.